# Anthony Zhong Changfeng
Anthony Zhong Changfeng (* 19. März 1932 in Nanyu bei Zhouzhi, Shaanxi; † 22. November 2011 ebenda) war ein chinesischer römisch-katholischer Priester der Untergrundkirche und Bischof in Kaifeng.

## Leben
Zhong, geboren 1932 in Nanyu, war Kind aus einer katholischen Familie. Er trat mit 12 Jahren in das Priesterseminar ein. Trotz Schließung des Seminars und einer Tätigkeit als Viehzüchter und Ziegel-Hersteller während der Kulturrevolution hielt er an der priesterlichen Berufung fest. Erst 1979 konnte seine Priesterweihe erfolgen und er war als Seelsorger in Zhouzhi tätig. Er ließ 13 Kirchen bauen. 1998 wurde er im Untergrund durch Bischof John Baptist Liang Xisheng zum Koadjutor-Bischof geweiht. Er wirkte in der Untergrundkirche und bemühte sich um keinen Kontakt mit der staatlichen Chinesischen Katholisch-Patriotischen Vereinigung. 2008 musste er sein Amt aus gesundheitlichen Gründen abgeben.